# Helmut Dieser
Helmut Karl Dieser (Neuwied, 15 de maio de 1962) é um sacerdote católico romano alemão e desde 12 de novembro de 2016 Bispo de Aachen. 

## Vida
Helmut Ele cresceu em Heimbach-Weis e estudou depois de se formar no ensino médio na teologia e filosofia católica de Bendorf em Trier e Tübingen. Em 8 de julho de 1989, ele foi ordenado sacerdote pelo bispo de Trier, Hermann Josef Spital, e foi primeiro capelão em Bad Neuenahr-Ahrweiler. Em 1992, tornou-se assistente científico de dogmatica na Faculdade de Teologia de Trier e em 1998 tornou-se Dr. med. Theol. doutorado. Em 1996, ele recebeu uma atribuição de ensino para a homilética no Seminário do Instituto de Psicologia Pastoral e Homilética do Sacerdote Trier. De 1997 a 2004, foi chefe da ocupação do capelão. De 1998 a 2004, ele também foi cooperador com o título de pastor em Waldrach, Kasel e Morscheid. Em 2004, foi nomeado pastor em Adenau, Dümpelfeld e Kaltenborn. Ele também trabalhou como palestrante em homilética na St. Lambert Study House em Lantershofen. Em 2009/10, assumiu a comissão dos capelães como diretor interino e tornou-se consultor paroquial (Conselheiro do bispo em caso de conflito) nomeado.
Papa Bento XVI nomeado Helmut, em 24 de fevereiro de 2011, Bispo Titular de Narona e Bispo Auxiliar na Diocese de Trier. A ordenação episcopal recebeu seu bispo de Trier Stephan Ackermann em 5 de Junho de 2011, na Catedral de Trier; Co-conseridores foram os bispos auxiliares Robert Brahm e Jörg Michael Peters. Como um lema, este Pax Dei omnem sensum exsuperat "A paz de Deus excede todo entendimento" da carta ao Phillipper ( Phil4.7  UE ).
Helmut Este é um dos Comissão Doutrinal ea Comissão Pastoral da Conferência Episcopal Alemã diante.
Em 23 de setembro de 2016, o Papa Francisco o nomeou bispo de Aachen. O juramento de fidelidade prescrito pelo Reich Concordat, artigo 16 de 1933, foi juramentado em 3 de novembro de 2016 pela Chancelaria do Estado da Renânia do Norte-Vestefália, na presença do Ministro-Presidente Hannelore Kraft. A inauguração ocorreu em 12 de novembro de 2016 na Catedral de Aachen.

## Links
- Helmut Dieser auf den Seiten des Bistums Aachen
- Cheney, David M. «bishop» (em inglês). Catholic-Hierarchy.org
- Registro sobre Helmut Dieser no Rheinland-Pfälzische Personendatenbank